# محمد داوود یاسین
محمد داوود یاسین (عربی: محمد داود ياسين؛ زادهٔ ۲۲ نوامبر ۲۰۰۰) بازیکن فوتبال اهل عراق است.
وی همچنین در تیم ملی فوتبال عراق بازی کرده‌است.